# II Dinastía del País del Mar
La II Dinastía del País del Mar fue la V dinastía de Babilonia. Fue fundada por Simbar-Shipak, que aprovechó el colapso del Imperio asirio, para alzarse con el poder y reinar en Babilonia. Esta dinastía perduró unos 20 años.
El fin al de la II Dinastía de Isin se produjo por la invasión de los suteos, pueblo nómada que sembró la ruina de Babilonia. Una estela del siglo IX a. C., procedente de Sippar hace mención de este suceso:
```
<<El suteo...se llevó a su país el botín de Sumer y Acad>>
[
1
]
```

El templo de Shamash, en Sippur, el célebre Ebabbar, fue destruido, y el culto, interrumpido. Sólo con Simbar-Shipak, se emprendería la búsqueda de la estatua del dios, entre las ruinas del tempo, <<pero (el dios) no se rebeló a él>>. Pese a ello, después de reconstruir el recinto de la cella, se restablecieron las ofrendas regulares, y se instaló en el templo a un sacerdote bārū. Las ofrendas se innterrumpieron durante la carestía de Kashu-nadin-ahhe, para volver a hacerse con el rey Eulmash-shakin-shumi.

## Lista de reyes de la V Dinastía de babilonia
| Monarca          | Inicio del reinado | Final del reinado |
| Simbar-Shipak    | 1025 a. C.         | 1008 a. C.        |
| Ea-mukin-zeri    | 1008 a. C.         |                   |
| Kashu-nadin-ahhe | 1007 a. C.         | 1005 a. C.        |